# Senat Brauer III
| Amt                                                           | Name                                     | Partei | Partei |
| ------------------------------------------------------------- | ---------------------------------------- | ------ | ------ |
| Erster Bürgermeister                                          | Max Brauer                               |        | SPD    |
| Zweiter Bürgermeister                                         | Edgar Engelhard                          |        | FDP    |
| Behörde für Wirtschaft und Verkehr und Sportamt               | Edgar Engelhard                          |        | FDP    |
| Schulbehörde                                                  | Heinrich Landahl                         |        | SPD    |
| Baubehörde                                                    | Paul Nevermann gemeinsam mit Rudolf Büch |        | SPD    |
| Jugendbehörde                                                 | Paula Karpinski                          |        | SPD    |
| Gesundheitsbehörde                                            | Walter Schmedemann                       |        | SPD    |
| Polizeibehörde und Bezirksverwaltung                          | Wilhelm Kröger                           |        | SPD    |
| Finanzbehörde                                                 | Herbert Weichmann                        |        | SPD    |
| Sozialbehörde und Arbeitsbehörde                              | Ernst Weiß                               |        | SPD    |
| Kulturbehörde                                                 | Hans-Harder Biermann-Ratjen              |        | FDP    |
| Behörde für Ernährung und Landwirtschaft und Gefängnisbehörde | Emilie Kiep-Altenloh                     |        | FDP    |